# العلاقات الإثيوبية التشادية
العلاقات الإثيوبية التشادية هي العلاقات الثنائية التي تجمع بين إثيوبيا وتشاد.

## مقارنة بين البلدين
هذه مقارنة عامة ومرجعية للدولتين:
| وجه المقارنة                                              | إثيوبيا                        | تشاد                      |
| --------------------------------------------------------- | ------------------------------ | ------------------------- |
| المساحة (كم2)                                             | 1.10 مليون                     | 1.28 مليون                |
| عدد السكان (نسمة)                                         | 104.96 مليون                   | 15.23 مليون               |
| الكثافة السكانية (ن./كم²)                                 | 95.42                          | 11.9                      |
| العاصمة                                                   | أديس أبابا                     | انجمينا                   |
| اللغة الرسمية                                             | اللغة الأمهرية                 | لغة فرنسية، اللغة العربية |
| العملة                                                    | بير إثيوبي                     | فرنك وسط أفريقي           |
| الناتج المحلي الإجمالي (بليون دولار)                      | 80.56 مليار                    | 9.98 مليار                |
| الناتج المحلي الإجمالي (تعادل القوة الشرائية) بليون دولار | 161.90 مليار                   | 30.54 مليار               |
| الناتج المحلي الإجمالي الاسمي للفرد دولار أمريكي          | 619                            | 775                       |
| الناتج المحلي الإجمالي للفرد دولار أمريكي                 | 1.50 ألف                       | 2.18 ألف                  |
| مؤشر التنمية البشرية                                      | 0.442                          | 0.392                     |
| رمز المكالمات الدولي                                      | +251                           | +235                      |
| رمز الإنترنت                                              | .et                            | .td                       |
| المنطقة الزمنية                                           | ت ع م+03:00، توقيت شرق أفريقيا | ت ع م+01:00               |

## منظمات دولية مشتركة
يشترك البلدان في عضوية مجموعة من المنظمات الدولية، منها:
| علم المنظمة | اسم المنظمة                                 | تاريخ انضمام إثيوبيا | تاريخ انضمام تشاد |
| ----------- | ------------------------------------------- | -------------------- | ----------------- |
|             | الاتحاد البريدي العالمي                     | ?                    | ?                 |
|             | مؤسسة التنمية الدولية                       | 11 أبريل 1961        | 7 نوفمبر 1963     |
|             | منظمة حظر الأسلحة الكيميائية                | ?                    | ?                 |
|             | الأمم المتحدة                               | 13 نوفمبر 1945       | 20 سبتمبر 1960    |
|             | الاتحاد الأفريقي                            | ?                    | ?                 |
|             | وكالة ضمان الاستثمار متعدد الأطراف          | 13 أغسطس 1991        | 11 يونيو 2002     |
|             | منظمة الشرطة الجنائية الدولية               | ?                    | ?                 |
|             | مؤسسة التمويل الدولية                       | 20 يوليو 1956        | 2 أبريل 1998      |
|             | مجموعة دول أفريقيا والكاريبي والمحيط الهادئ | ?                    | ?                 |
|             | البنك الدولي للإنشاء والتعمير               | 27 ديسمبر 1945       | 10 يوليو 1963     |
|             | الاتحاد الدولي للاتصالات                    | 20 فبراير 1932       | 25 نوفمبر 1960    |
|             | البنك الإفريقي للتنمية                      | ?                    | ?                 |
|             | يونسكو                                      | 1 يوليو 1955         | 19 ديسمبر 1960    |

## وصلات خارجية
- موقع وزارة الخارجية الإثيوبية